# Polsko na Letních olympijských hrách 1924
Polsko na Letních olympijských hrách 1924 ve francouzské Paříži reprezentovalo 65 sportovců, z toho 64 mužů a 1 žena. Nejmladší účastník byl Leon Rękawek (19 let, 95 dní), nejstarší pak Walerian Maryański (49 let, 177 dnů). Reprezentanti vybojovali 7 medailí, z toho 1 stříbrnou a 1 bronzovou.

## Medailisté
| Medaile | Jméno                                                           | Sport      | Disciplína                      |
| ------- | --------------------------------------------------------------- | ---------- | ------------------------------- |
| Stříbro | Józef Lange Tomasz Stankiewicz Franciszek Szymczyk Jan Łazarski | cyklistika | muži stíhací závod (družstva)   |
| Bronz   | Adam Królikiewicz                                               | jezdectví  | Parkurové skákání - jednotlivci |